# Jutta Fleck
Jutta Fleck (* 19. Oktober 1946 in Dresden; geschiedene Jutta Gallus, geborene Jutta Kessel) ist ein Opfer der SED-Diktatur und wurde international bekannt als „Die Frau vom Checkpoint Charlie“. Sie war bis 2020 Leiterin des Schwerpunktprojekts Politisch-Historische Aufarbeitung der SED-Diktatur in Hessen.

## Leben
Das Geschehen um Jutta Gallus sorgte in den 1980er Jahren für internationales Aufsehen in den Medien und wurde zu einem Symbol für das Unrecht in der DDR. Gallus war rechtmäßig geschieden und hatte das alleinige Sorgerecht für ihre Töchter. Sie wandte sich im Sommer 1982 an eine Fluchthilfeorganisation, die sie, ihre Töchter und ihren Lebensgefährten Günther S. im August 1982 über Rumänien und Jugoslawien in die Bundesrepublik bringen sollte. Nach dem Verlust der Papiere erhielten sie in der bundesdeutschen Botschaft in Bukarest Ersatzpapiere, indem sie sich als Familie Lindner aus Bad Oeynhausen ausgaben. Nach Prüfung durch die rumänische Geheimpolizei Securitate erfolgte jedoch die Festnahme. Am 1. Dezember 1982 wurden sie mit einem Interflug-Sonderflug in die DDR überstellt und sofort getrennt.
Jutta Gallus kam in die Stasi-Untersuchungshaftanstalt Bautzner Straße in Dresden. Ihre beiden Töchter wurden für ein halbes Jahr in das Kinderheim für Schwererziehbare in Munzig gebracht, anschließend dem leiblichen Vater, einem linientreuen Sozialisten, von dem Jutta Gallus seit September 1981 geschieden war, in Dresden übergeben.
Beide Töchter hatten Auftritte im DDR-Fernsehen: Claudia spielte die Rolle der „Birgit“ in der Fernsehserie Geschichten übern Gartenzaun (Erstausstrahlung 5. November 1982). Weitere Folgen wurden auch nach dem Fluchtversuch gedreht. In dieser zweiten Staffel wurde ihr Name nicht mehr genannt. Beate besuchte die Palucca Ballett-Schule und trat mit Tanzauftritten in der Kinderfernsehshow Brückenmännchen auf.
Wegen eines „schweren Falles eines ungesetzlichen Grenzübertritts“ wurde Jutta Gallus am 4. Januar 1983 zu dreieinhalb Jahren Gefängnis verurteilt, die sie im Frauengefängnis Hoheneck verbringen musste. Der einzige Kontakt hier war ihrem Bruder Klaus Kessel gestattet. Sie erhielt Briefe ihrer Töchter und durfte jeder von ihnen dreimal im Monat antworten.
Nach 22 Monaten Haft wurde sie von der Bundesregierung auf Vermittlung des DDR-Rechtsanwalts Wolfgang Vogel freigekauft. Für ihre Ausreise musste sie schriftlich auf das Erziehungsrecht an ihren beiden Töchtern verzichten. Zusammen mit ihrem Lebensgefährten wurde Jutta Gallus nach Gießen überstellt. 
Die Töchter Claudia und Beate lebten weiterhin bei ihrem Vater, dem das Sorgerecht zugesprochen worden war. Jutta Gallus schrieb Briefe an Deckadressen, um die Verbindung aufrechtzuerhalten. Ein Großteil der Briefe wurde durch die DDR-Behörden abgefangen. Jutta Gallus fand sie, als sie nach der deutschen Einheit ihre Stasi-Akten einsehen konnte. Jutta Gallus machte ab 1984 zuerst mit einem Hungerstreik, dann mit einem Besuch bei Papst Johannes Paul II. in Rom und schließlich in Wien im Mai 1985, nachdem sie sich während eines Festaktes zum 10. Jahrestag der KSZE-Konferenz an ein Geländer gekettet hatte, in einem Gespräch mit Bundesaußenminister Hans-Dietrich Genscher auf sich und ihre Forderungen nach Ausreise der Kinder in die Bundesrepublik aufmerksam. 
Unter anderem verteilte sie Flugblätter vor dem Verkehrsbüro der DDR in Wien. Am 12. Dezember 1984 hatte sie einen Auftritt im ZDF-Magazin. Am 13. August 1986 gelang es ihr, bei einer offiziellen Gedenkveranstaltung im Reichstag vom Rednerpult aus einen Appell an Helmut Kohl und Willy Brandt zu richten.
Die Dresdnerin setzte sich mit der Internationalen Gesellschaft für Menschenrechte in Verbindung, ab Oktober 1984 demonstrierte sie am Checkpoint Charlie wiederholt mehrere Tage lang auch bei widrigen Wetterbedingungen allein mit einem großen Schild. 

„Unsere Kinder
 Claudia • Beate Gallus
 Silvio Schmidt
 – zwangsadoptiert
 – vom DDR-Fernsehen
 zwangsverpflichtet
 u. jetzt von Staasi
 – verschleppt!
 Helft uns!“

1986 zerbrach die Beziehung von Jutta Gallus und ihrem Lebensgefährten, nach der Trennung konnte dieser die Zusammenführung mit seinem in der DDR lebenden Sohn erreichen.
Zwei Jahre später sah Gallus ihre Töchter wieder, nachdem die inzwischen 17 und 15 Jahre alten Mädchen einen eigenen Ausreiseantrag gestellt hatten und die DDR-Führung, obwohl Minderjährigen vom Gesetz her eigene Ausreiseanträge nicht erlaubt waren, diesem stattgab. Die beiden Töchter erreichten mit der Unterstützung Wolfgang Vogels die Übertragung des Erziehungsrechtes vom leiblichen Vater auf die in der Bundesrepublik Deutschland lebende Mutter. Dieser Vorgang war in der DDR-Geschichte einmalig. Am 25. August 1988 brachte Wolfgang Vogel die beiden Schwestern nach West-Berlin.
Nicht die Verhandlungen auf höchster politischer Ebene, sondern erst die Mahnwachen, Hungerstreiks und Petitionen hätten die Ausreise ihrer Töchter ermöglicht, erklärte Jutta Fleck später.
Seit September 2007 lebt Jutta Fleck in Wiesbaden. In Schulen tritt sie regelmäßig als Zeitzeugin auf.

## Politisch-Historische Aufarbeitung der SED-Diktatur
Fleck war bis 2020 Leiterin des Schwerpunktprojekts Politisch-Historische Aufarbeitung der SED-Diktatur, das im September 2009 bei der Hessischen Landeszentrale für politische Bildung eingerichtet wurde. Dort
- vermittelte sie Kontakte und Informationen über Fragen zur Aufarbeitung der SED-Diktatur
- half sie bei Antragsverfahren auf Einsicht in die Unterlagen der Staatssicherheit
- betrieb sie Öffentlichkeitsarbeit zum Thema Unrechts-Charakter der SED-Diktatur[9]

## Lebensgeschichte als Buch und Film
Die Geschichte der Jutta Gallus hat die Autorin Ines Veith in dem 2006 erschienenen Buch Jutta Gallus: Die Frau vom Checkpoint Charlie (Der verzweifelte Kampf einer Mutter um ihre Töchter) verewigt. Mit Veronica Ferres in der Hauptrolle produzierte die UFA-Fernsehproduktion unter der Regie von Miguel Alexandre im Jahre 2006 nach Drehbüchern von Annette Hess für die ARD den Zweiteiler Die Frau vom Checkpoint Charlie, der auf dem Buch von Ines Veith basiert. Dieser wurde, in Verbindung mit einer gleichnamigen MDR-Dokumentation (Regie: Peter Adler) über die Geschichte der Jutta Gallus, erstmals am 28. September 2007 in Arte ausgestrahlt.

## Ehrungen
Jutta Fleck wurde zur Symbolfigur für den friedlichen Widerstand gegen die DDR-Diktatur. Für ihr Engagement wurde sie mehrfach ausgezeichnet:
- 2007: Wilhelm-Leuschner-Medaille des Landes Hessen
- 2008: Courage-Orden der Stadt Bürstadt[10]
- 2009: Verdienstkreuz am Bande der Bundesrepublik Deutschland, das ihr im Rahmen der Veranstaltung „Gegner des SED-Unrechts“ von Bundespräsident Horst Köhler überreicht wurde.[9]